# Francesco Zambeccari
 (avril 2022).
Francesco Zambeccari est un poète et philologue italien du XVe siècle.

## Biographie
Francesco Zambeccari descend d’une illustre famille de Bologne. Il nait, vers le milieu du XVe siècle, à Venise, où son père remplit les fonctions de professeur en droit. S’étant appliqué de bonne heure à l’étude de la langue grecque, il y fait de grands progrès sous la direction de Jean Argyropoulos, l’un des savants qui trouvent un asile à la cour des Médicis, après la ruine de l’Empire byzantin et la chute de Constantinople. Le désir de perfectionner ses connaissances le conduit ensuite dans la Grèce, et pendant cinq ans, qu’il met à visiter cette contrée, il recueille un grand nombre de médailles, d’inscriptions et de manuscrits. De retour en Italie, il y donne des leçons publiques de littérature grecque, d’abord à Capodistria, puis à Pérouse. Quelques pièces de vers, qu’il publie vers le même temps, lui valent le titre de poète lauréat. Cependant, au jugement de Giraldi, les compositions poétiques de Zambeccari sont médiocres. « Je me souviens, dit-il, d’avoir lu, dans ma jeunesse, ses Épîtres amoureuses ; mais, quoiqu’elles eussent alors la vogue, elles ne plurent point. Toutefois, ces vers ont de l’harmonie et flattent agréablement l’oreille » (voy. De poetis nostri temporis dialogus, t. 1er). Parmi les manuscrits que Zambeccari a rapportés de son voyage, se trouvent les Lettres de Libanios. Il en traduit quatre cent trente-deux, qui sont publiées par Jean Saumerfelt, Cracovie, 1504, in-4°. Elles sont recueillies par Johann Christoph Wolf dans la belle édition qu’il a donnée des Lettres de Libanius, Amsterdam, 1738, in-fol. Des opuscules poétiques de Zambeccari, le suivant est le seul qui soit cité par les bibliographes : De Philochrysi et Chrysæ amoribus carmen, Bologne, 1497, in-4° ; Paris, 1498, même format. Ces deux éditions sont également rares. On ignore la date de la mort de Zambeccari.